# Monferran-Savès
Monferran-Savès (gaskognisch Montferrand de Savés) ist eine französische Gemeinde mit 802 Einwohnern (Stand: 1. Januar 2022) im Département Gers in der Region Okzitanien. Sie gehört zum Arrondissement Auch und zum Kanton L’Isle-Jourdain. Die Einwohner werden Monferranais genannt.

## Geografie
Monferran-Savès liegt etwa 33 Kilometer westnordwestlich von Toulouse. Nachbargemeinden sind Razengues im Norden, Clermont-Savès im Osten und Nordosten, L’Isle-Jourdain im Osten, Marestaing im Südosten, Frégouville im Süden, Giscaro und Gimont im Westen sowie Escornebœuf im Nordwesten.
Durch die Gemeinde führt die Route nationale 124.

## Bevölkerungsentwicklung
| Jahr                      | 1962 | 1968 | 1975 | 1982 | 1990 | 1999 | 2006 | 2011 | 2016 |
| ------------------------- | ---- | ---- | ---- | ---- | ---- | ---- | ---- | ---- | ---- |
| Einwohner                 | 526  | 644  | 551  | 642  | 617  | 675  | 693  | 723  | 794  |
| Quelle: Cassini und INSEE |      |      |      |      |      |      |      |      |      |

## Sehenswürdigkeiten

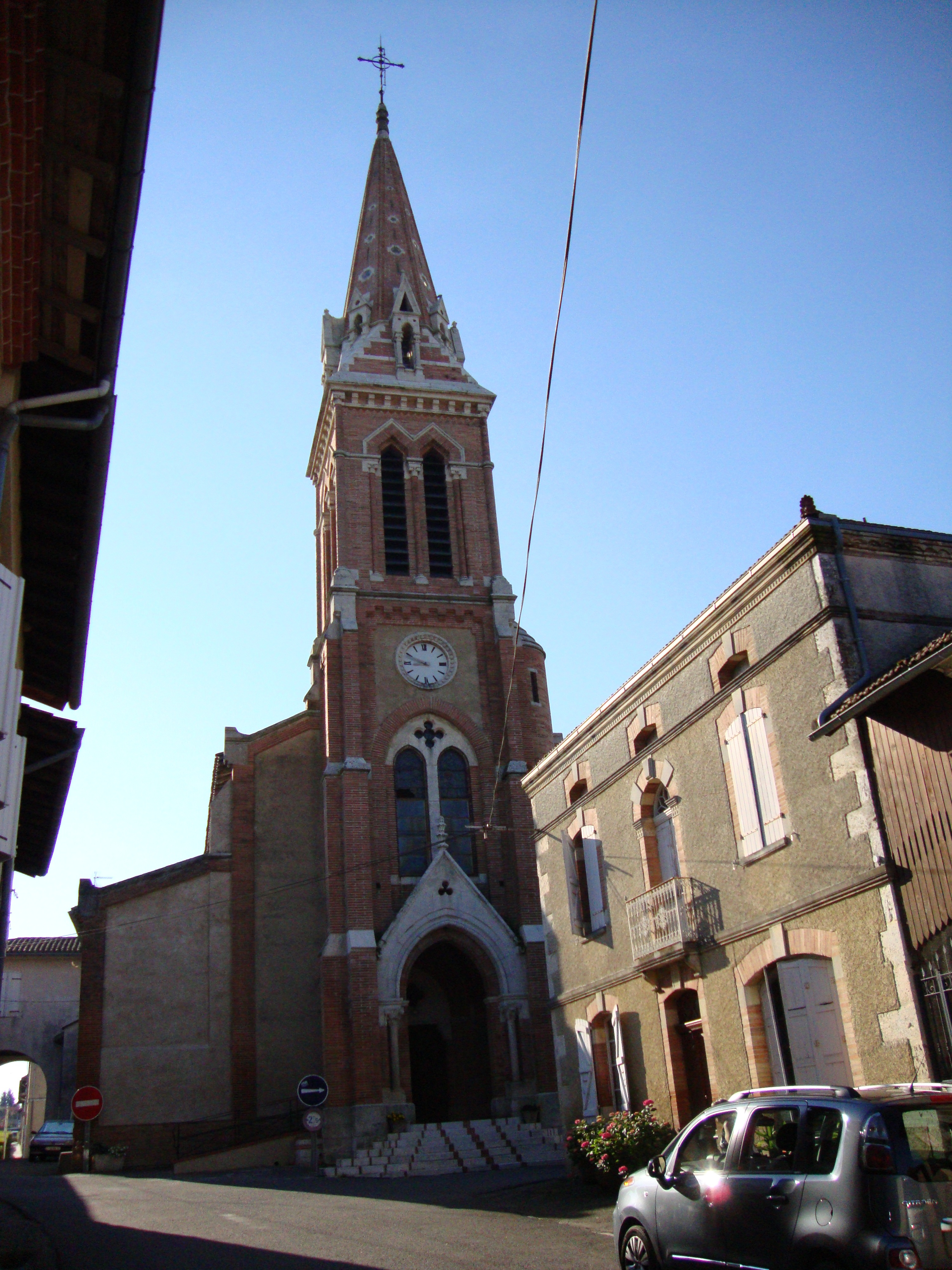
Kirche Saint-Martin

- Kirche Saint-Martin aus dem 19. Jahrhundert
- Kirche von Garbic
- Schloss Monferran aus dem 18. Jahrhundert
- Schloss Bordelongue aus dem 18. Jahrhundert
- Schloss Aubine aus dem 18. Jahrhundert
- Schloss Beausoleil aus dem 18. Jahrhundert
- Schloss Lauzin aus dem 18. Jahrhundert
- Schloss Embonneau aus dem 19. Jahrhundert